# Perfecció
La perfecció és el grau màxim d'assoliment o completesa d'un ésser o esdeveniment, com indica la seva etimologia (del llatí perficiō, acabar). El terme s'aplica sobretot a l'ètica i l'estètica, essent la persona perfecta aquella que reuneix una conducta admirable (realització del bé) i bellesa física. Una obra mestra és un treball perfecte segons uns cànons ètics i estètics. En un altre sentit pot referir-se a una relació amb una altra persona, adient o escaient, com per exemple el mite de la parella perfecta o ideal, o per dur a terme una tasca.
Pitàgores associà la perfecció a l'esfericitat i al nombre deu. Així mateix 10 és la nota màxima en molts sistemes escolars, com el català (el concepte matemàtic de nombre perfecte, però, no inclou únicament el 10). Posteriorment es va associar amb Déu, definit com una criatura perfecta en oposició a l'home (argument desenvolupat per l'escolàstica i després per Descartes). Aquesta associació va reforçar el sentit de perfecció com a insuperable.